# Melvin Franklin
David Melvin English (12 de octubre de 1942-23 de febrero de 1995) conocido por su nombre artístico Melvin Franklin, o su apodo "Blue", fue un cantante estadounidense. Fue miembro fundador del grupo The Temptations desde 1960 hasta 1994.

## Primeros años y su carrera
David English nació en Montgomery, Alabama. Su madre, Rose English, fue una madre adolescente perteneciente a las cercanías de Mobile . Su padre biológico fue el predicador de la iglesia de la familia inglesa en Mobile; dejando embarazada a Rose mediante una violación . Después del nacimiento de David, Rose English se casó con Willard Franklin y se mudó a Detroit, aunque su abuela insistió en que el joven David se quedara a su cuidado. David English finalmente se mudó a Detroit con su madre y su padrastro en 1952 a los diez años.
Tomando el apellido de su padrastro como su nombre artístico cuando era adolescente, David English — ahora Melvin Franklin — fue miembro de varios grupos de canto locales en Detroit, incluidos The Voice Masters con Lamont Dozier y David Ruffin, y actuó con frecuencia con Richard Street. . Franklin a menudo se refería a Street y Ruffin como sus "primos".
En 1958, un compañero de clase de Franklin en la Northwestern High School de Detroit, Otis Williams, invitó a Franklin a unirse a su grupo de canto, Otis Williams and the Siberians. Franklin se unió al grupo como su cantante de bajo, y permaneció con Williams y Elbridge Bryant cuando ellos, Paul Williams y Eddie Kendricks formaron The Elgins a finales de 1960. En marzo de 1961, The Elgins firmaron con Motown Records con un nuevo nombre; The Temptations . Melvin tenía gran devoción por el color azul, por lo que sus compañeros cantantes lo apodaron "Blue". Según Otis Williams, Franklin estuvo persiguiendo románticamente a la cantante de Supremes, Mary Wilson durante un tiempo.
Otis y Melvin fueron los únicos fundadores de The Temptations que nunca abandonaron el grupo. La profunda voz de Franklin se convirtió en una de las firmas características del grupo, considerándose así uno de los cantantes de bajo más famosos de la música a lo largo de su larga carrera. Franklin también cantó un puñado de canciones destacadas con el grupo, incluidas las canciones "I Truly, Truly Believe" ( The Temptations Wish It Would Rain, 1968), " Silent Night " ( Give Love At Christmas, 1980), "The Prophet "( A Song for You, 1975), y su tema en vivo característico," Ol 'Man River ". Franklin solía ser llamado para ofrecer improvisaciones, voces armónicas y, durante la era del soul psicodélico, secciones destacadas de los versos principales. Su línea de The Temptations '1970 # 3 hit " Ball of Confusion (That's What the World Is Today) ", "y la banda siguió tocando", se convirtió en la frase personal de Franklin.

## Problemas de salud y muerte
A finales de la década de 1960, a Franklin le diagnosticaron artritis reumatoide, cuyos síntomas combatió con cortisona para poder seguir actuando. El uso constante de cortisona dejó su sistema inmunológico abierto a otras infecciones y problemas de salud; como resultado, Franklin desarrolló diabetes a principios de la década de 1980 y luego contrajo fascitis necrotizante. En 1978, recibió un disparo en la mano y la pierna mientras intentaba evitar que un hombre robara su automóvil en Los Ángeles . El incidente impidió que Franklin participara en la próxima gira de The Temptations por Polonia, que en ese momento todavía se encontraba bajo el Telón de Acero.
El 15 de febrero de 1995, tras una serie de convulsiones, Franklin entró en coma y permaneció inconsciente hasta su muerte el 23 de febrero de 1995.
Actualmente se encuentra enterrado en Forest Lawn Memorial Park (Hollywood Hills), Los Ángeles.

## Otros trabajos y distinciones
Además de cantar, Franklin también trabajó como actor de doblaje. En 1984, prestó su voz para el personaje "Wheels" en la serie animada Pole Position . También apareció en la película Sky Bandits en 1986.
En 1989, Franklin fue incluido en el Salón de la Fama del Rock and Roll como miembro de The Temptations. El 17 de agosto de 2013, en Cleveland, Ohio, Melvin Franklin fue incluido en el Salón de la Fama de la Música Rhythm and Blues como miembro de The Temptations. El 9 de febrero de 2013, su esposa recibió el premio a la trayectoria en su nombre.

## En la cultura popular
En 1998, NBC emitió The Temptations, una miniserie de televisión de cuatro horas basada en un libro autobiográfico de Otis Williams. Franklin fue interpretado por el actor D. B. Woodside.

## Otras lecturas
- Entrevista en profundidad de Melvin Franklin por Pete Lewis, 'Blues & Soul' octubre de 1992 (reimpreso en febrero de 2009)